# Streithäusl
Streithäusl ist ein Gemeindeteil des Marktes Painten niederbayerischen Landkreis Kelheim.

## Geografie
Die aus zwei Anwesen bestehende Einöde befindet sich etwas mehr als einen Kilometer nordnordöstlich des Ortszentrums von Painten und liegt auf einer Höhe von 536 m ü. NHN im östlichen Bereich der südlichen Frankenalb. Der Ort liegt im südöstlichen Bereich des historischen Gebietes Tangrintel, einer überwiegend bewaldeten Hochebene, die zwischen den Flussläufen der Altmühl und der Schwarzen Laber liegt.

## Geschichte
Durch die zu Beginn des 19. Jahrhunderts im Königreich Bayern durchgeführten Verwaltungsreformen wurde die Ortschaft zu einem Bestandteil der eigenständigen Landgemeinde Rothenbügl, zu der auch noch die Einöde Wasenhütte ebenfalls im Westen und das Dorf Viergstetten im Osten gehörte.

## Verkehr
Die Anbindung an das öffentliche Straßennetz wird durch einen Feldweg hergestellt, der Streithäusl mit dem etwa einen halben Kilometer entfernten Ortsrand von Painten verbindet.